# Markel Areitio Cedrún
Markel Areitio Cedrún (Yurreta, 7 de septiembre de 1996) es un futbolista español que se desempeña como guardameta en la Cultural de Durango de la Tercera División RFEF.

## Trayectoria
Se formó entre 2006 y 2010 en la cantera del Athletic Club. En la temporada 2011-12 jugó con el primer equipo del Iurretako K.T., desde donde regresó a las categorías inferiores del Athletic Club en 2012. En su última temporada como juvenil (2014-2015) debutó en Tercera División defendiendo la portería del segundo filial rojiblanco, el C.D. Basconia.
El 8 de junio de 2015 se confirmó su fichaje por la SCD de Durango de Tercera División. Una temporada más tarde se unió al C.D. Vitoria, filial de la S.D. Eibar. Durante la pretemporada ejerció como tercer guardameta armero. Debutó en Primera División, el 17 de septiembre de 2016, en el empate a uno frente al Sevilla F. C. tras sustituir en el minuto 44 a Bébé después de la expulsión de Yoel Rodríguez. Durante los play-off de ascenso a 2ªB con el CD Vitoria, fue protagonista en la vuelta de la primera ronda al detener dos penaltis en la tanda frente al C.D. Azuaga.
Continuó dos campañas más en el C.D Vitoria, ya en Segunda B, además de hacer las funciones de tercer guardameta de la SD Eibar. En enero de 2020, tras seis meses sin equipo, firmó por el CD Izarra de Segunda B. Seis meses después fue operado de la cadera, por lo que no tuvo equipo para la temporada 2020-21. En julio de 2021 se incorporó al Barakado CF de Tercera Federación.Tras comenzar la campaña como titular, sufrió una grave lesión de ligamento cruzado en octubre.
En septiembre de 2022 fichó por el Lagun Onak, también de Tercera Federación.Un año más tarde regresó a la Cultural de Durango.

## Clubes
| Club                   | País   | Año       |
| ---------------------- | ------ | --------- |
| C.D. Basconia          | España | 2014-2015 |
| Cultural de Durango    | España | 2015-2016 |
| Club Deportivo Vitoria | España | 2016-2019 |
| S.D. Eibar             | España | 2016-2019 |
| C.D. Izarra            | España | 2020      |
| Barakaldo CF           | España | 2021-2022 |
| CD Lagun Onak          | España | 2022-2023 |
| Cultural de Durango    | España | 2023-Act  |

## Vida personal
En su familia materna hay una larga tradición de guardametas profesionales. A pesar de lo que se ha dicho, no es nieto de Carmelo ni sobrino de Andoni (tío y primo de su madre, respectivamente). Su abuelo es Serafin Cedrún (portero del Barakaldo en los 60) que, a su vez, era hermano de Carmelo (destacado portero del Athletic Club) y tío de Andoni Cedrún (destacado portero del Real Zaragoza). Por tanto, Markel es sobrino-nieto de Carmelo y sobrino segundo de Andoni.